# Доброшиці
Доброшице (пол. Dobroszyce, нім. Juliusburg) — село в Польщі, у гміні Доброшиці Олесницького повіту Нижньосілезького воєводства.
Населення — 2564 особи (2011).
У 1975-1998 роках село належало до Вроцлавського воєводства.

## Демографія
Демографічна структура станом на 31 березня 2011 року:
|          | Загалом | Допрацездатний вік | Працездатний вік | Постпрацездатний вік |
| -------- | ------- | ------------------ | ---------------- | -------------------- |
| Чоловіки | 1252    | 260                | 906              | 86                   |
| Жінки    | 1312    | 274                | 806              | 232                  |
| Разом    | 2564    | 534                | 1712             | 318                  |